# Dècada del 120

## Esdeveniments
- Comença la construcció de murs defensius per protegir els limes o fronteres de Roma

## Personatges destacats
- Hadrià, emperador romà (117-138)
- Telèsfor I, papa (125-136)
- Sixt I, papa (115-125)
- Suetoni